# Can Lao Partij
De Personalistische Revolutionaire Arbeiderspartij (Vietnamees: Cần lao Nhân vị Cách Mạng Ðảng or Đảng Cần lao Nhân vị), beter bekend als Can Lao Partij, was een politieke partij in de Republiek Vietnam (Zuid-Vietnam). Tussen 1954 en 1963 was het de dominerende partij in het land.
De partij werd in 1954 opgericht door Ngô Đình Nhu, broer van de Zuid-Vietnamese president Ngô Đình Diệm. Nhu en Diêm werden ideologische sterk beïnvloed door de ideeën van de Franse wijsgeer Emmanuel Mounier, een van de grondleggers van het moderne personalisme. Mounier verwierp zowel het liberalisme (kapitalisme) als het marxistisch socialisme en diens personalisme vormde een "derde stroming" dat het pad bewandelde tussen het individualisme en het collectivisme, kenmerkend voor respectievelijk liberalisme en communisme. De menselijke persoon in gemeenschap met andere personen staat in het personalisme centraal en vertoont als zodanig de kenmerken van communitarisme. De broers ondergingen ook de invloed van het confucianisme en het politieke katholicisme. Zowel het confucianisme als het katholicisme staan een harmonieuze samenleving voor waarin conflicten tussen verschillende klassen afwezig zijn. De officiële ideologie droeg de naam Theorie van de Persoonlijke Waardigheid (Thuyết Nhân vị) waarin de "drie theorieën" een centrale plaats innamen: personalisme, gemeenschapsopbouw en het bovennatuurlijke. Motto van de Can Lao Partij was "Mens + Gemeenschap = Vooruitgang." Een andere slogan was "Arbeid, Revolutie, Personalisme." Volgens Duy Lap Nguyen maakte de partijleiding gebruik van linkse (marxistische) retoriek. De partij droeg een syncretisch karakter en is niet specifiek "rechts" of "links" te noemen. Het is echter gangbaar de Can Lao Partij in te delen bij rechts, waarschijnlijk vanwege de banden die het Diêm-regime onderhield met de Verenigde Staten van Amerika. Deze laatsten hebben Diêm echter nooit geheel vertrouwd en hebben altijd moeite gehad met de ideologie van Can Lao.
In de periode dat de Can Lao Partij bestond wist men een aanzienlijk deel van de bevolking te mobiliseren en de partij gold als een massapartij. In iedere stad, dorp of gemeenschap was wel een afdeling van de partij actief. De partijafdelingen verrichten ook nuttig werk door middel van analfabetiseringscampagnes de ongeletterdheid terug te dringen en via vrouwengroepen (Vrouwen Solidariteitsbeweging) de positie van de vrouw te verbeteren.
De Can Lao Partij verdween van het politieke toneel na de staatsgreep van november 1963 waarbij zowel Nhu en Diêm om het leven kwamen. Opvolger van de Can Lao Partij was de Humanistische Revolutionaire Partij die in 1967 werd opgericht en na de communistische machtsovername in 1975 werd ontbonden.

## Jeugdbeweging
De jeugdbeweging droeg de naam Revolutionaire Jeugdunie.

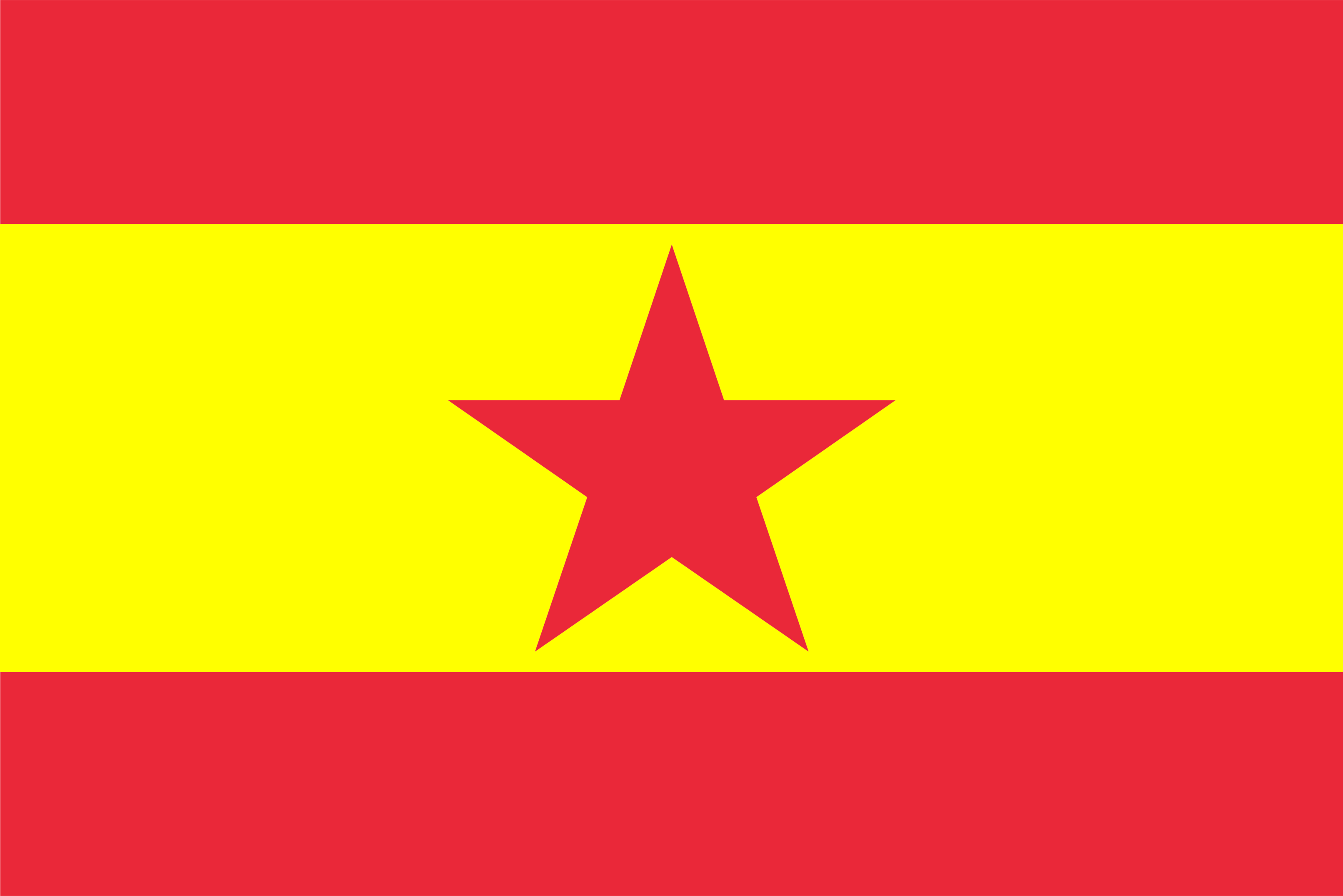
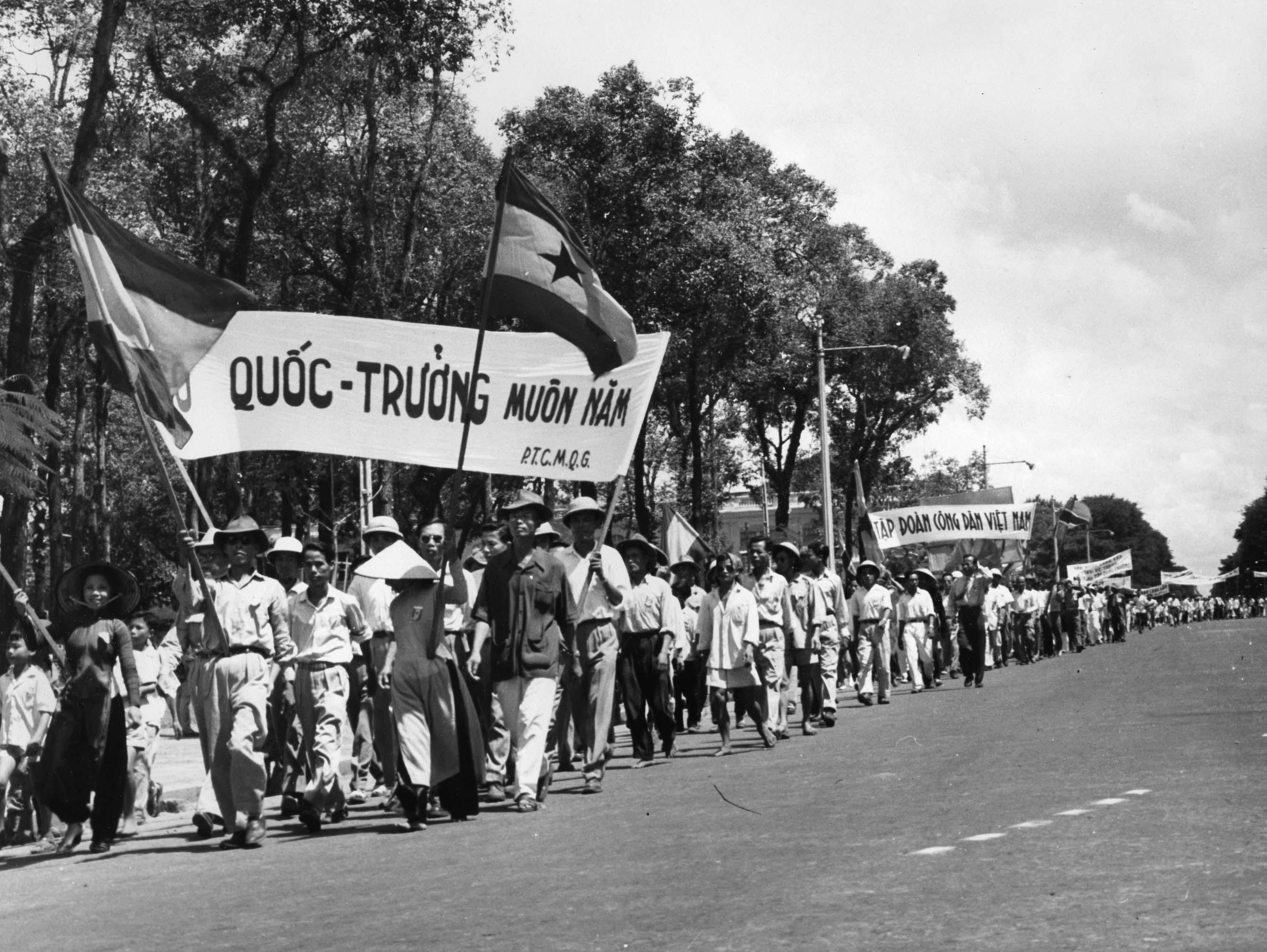